# Musée des Hospices civils de Lyon
Le musée des Hospices civils de Lyon est un musée scientifique, d'art et d'histoire dépendant des Hospices civils de Lyon, CHU de Lyon. Ouvert en 1935 au sein de l'Hôtel-Dieu de Lyon, il a fermé ses portes aux publics en décembre 2010.

## Historique
À la suite de la destruction de l'hôpital de la Charité de Lyon, trois salles classées monuments historiques doivent être conservées : l'apothicairerie, les salles d'archives et du conseil. C'est dans cet objectif de conservation et de valorisation des dons et legs reçus par les HCL qu'Émile Delore, membre du conseil d'administration, créé le musée des Hospices civils de Lyon en 1935. Installé dans l'un des rangs de l'hôpital du XVIIe siècle, il fut agrandi avec l'ouverture en 1976 d'une nouvelle salle consacrée à la médecine.

## Collections
Le musée conserve des collections liées à la santé — médecine, chirurgie, pharmacie, hygiène… —, aux arts et à l'histoire.